# Gil (monnaie fictive)
Pour les articles homonymes, voir Gil.
Le Gil (Giru (ギ ル), également traduit par GP, Gold ou G, est une monnaie fictive utilisée dans les jeux de la franchise Final Fantasy. Il permet aux joueurs d'effectuer divers achats.

## Étymologie
Selon le manuel de Final Fantasy IV, le mot gil vient du nom Gilbart, de la famille Damcyan.

## Design
Le gil n'est presque jamais visible dans le jeu. La monnaie est principalement distribuée en pièces de valeur variable. Dans Final Fantasy X, les pièces de gil sont de plusieurs couleurs et de métaux différents, chacune portant une image d'un côté et la valeur de l'autre côté de la pièce. Dans Final Fantasy VI et Final Fantasy VII, le gil apparaît comme une pièce d'argent avec un trou au milieu, alors que dans Final Fantasy V, les gil sont des pièces d'or avec un trou également.
Le gil semble être basé sur le yen japonais (円) ou les anciennes pièces de monnaie chinoises. Les pièces de monnaie de Final Fantasy X semblent très similaires aux pièces de yen. Ce dernier, avec d'autres monnaies chinoises et japonaises, telles que le mon, a des trous, en référence à l'époque féodale où les pièces étaient transportées avec de la ficelle.

## Valeur et usage
Le gil est une devise métrique, mesurée en base de dix. La valeur exacte du gil varie entre les jeux. Par exemple, dans Final Fantasy IV, une potion coûte 30 gils, alors que l'article coûte 250 gils dans Final Fantasy VI et 100 gils dans Final Fantasy VII. Certains articles, tels que les élixirs, ont des prix de vente relativement bas, généralement 1 gil, afin de décourager le joueur à vendre ses objets rares. Dans Final Fantasy VII, le gil et les GP sont traités comme des devises distinctes. Au parc d'attractions Gold Saucer, le GP est utilisé pour payer de nombreuses attractions, tandis que d'autres demandent des gils. Le GP est également utilisé pour acheter des articles dans le parc.
Le gil possède des usages moins communs, comme la capacité Gil Toss, qui permet au joueur de blesser les ennemis en leur jetant de l'argent. Gil Toss fait souvent de gros dégâts, mais a l'inconvénient évident de coûter beaucoup de gil. Dans Final Fantasy X et Final Fantasy X-2, le gil peut être utilisé pour corrompre des monstres afin qu'ils quittent la bataille. Dans Final Fantasy XII, l’accessoire Turtleshell Choker permet au membre du groupe équipé de lancer des sorts en utilisant des gils à la place des points de magie.

## Acquisition
Le gil peut être trouvé dans des coffres au trésor et souvent comme récompenses des quêtes. La plupart des jeux Final Fantasy permettent de gagner des gils en tuant des ennemis. Dans certains jeux, le gil peut être volé à des monstres. Les articles ramassés dans le jeu peuvent être vendus en échange de gil.